# Copa México 1933-34
La Copa México 1933-34 fue la 18ª edición de la Copa México, se disputó entre el 1 de julio y el 15 de julio de 1934. La conquistó el Club de Fútbol Asturias, obteniendo su cuarto título copero en la época amateur del fútbol mexicano.

## Primera ronda
Jugada el 1º de julio.
| Equipo 1    | Resultado | Equipo 2     |
| ----------- | --------- | ------------ |
| Club Necaxa | 9-0       | México FC    |
| Atlante FC  | 3-1       | Club América |

## Fase Final
|  | Semifinales 1 y 8 de julio | Semifinales 1 y 8 de julio | Semifinales 1 y 8 de julio |          |             | Final 15 de julio | Final 15 de julio | Final 15 de julio |  |
|  |                            |                            |                            |          |             |                   |                   |                   |  |
|  |                            |                            |                            |          |             |                   |                   |                   |  |
|  | Club Necaxa                | Club Necaxa                | 5                          |          |             |                   |                   |                   |  |
|  | Club Necaxa                | Club Necaxa                | 5                          |          |             |                   |                   |                   |  |
|  | Atlante FC                 | Atlante FC                 | 3                          |          |             |                   |                   |                   |  |
|  | Atlante FC                 | Atlante FC                 | 3                          |          | Club Necaxa | Club Necaxa       | 0                 |                   |  |
|  |                            |                            |                            |          | Club Necaxa | Club Necaxa       | 0                 |                   |  |
|  |                            |                            | Asturias                   | Asturias | 3           |                   |                   |                   |  |
|  | Asturias                   | Asturias                   | Asturias                   | Asturias | 3           | 3                 |                   |                   |  |
|  | Asturias                   | Asturias                   |                            |          |             | 3                 |                   |                   |  |
|  | Real Club España           | Real Club España           | 2                          |          |             |                   |                   |                   |  |
|  | Real Club España           | Real Club España           | 2                          |          |             |                   |                   |                   |  |
|  |                            |                            |                            |          |             |                   |                   |                   |  |

|                             |
| Asturias Campeón 4º título. |